# Борисівська сільська рада (Ізяславський район)
Бори́сівська сільська́ ра́да — адміністративно-територіальна одиниця та орган місцевого самоврядування в Ізяславському районі Хмельницької області. Адміністративний центр — село Борисів.

## Загальні відомості
Борисівська сільська рада утворена в 1944 році.
- Територія ради: 73,299 км²
- Населення ради: 1 650 осіб (станом на 2001 рік)
- Територією ради протікає річка Сошенка

## Населені пункти
Сільській раді підпорядковані населені пункти:
- с. Борисів
- с. Сторониче

## Склад ради
Рада складається з 18 депутатів та голови.
- Голова ради: Левчук Леонід Володимирович
- Секретар ради: Шамралюк Галина Миколаївна

### Керівний склад попередніх скликань
| Прізвище, ім'я, по батькові | Основні відомості                                    | Дата обрання | Дата звільнення |
| --------------------------- | ---------------------------------------------------- | ------------ | --------------- |
| Ліщук Анатолій Данилович    | Сільський голова, 1956 року народження, безпартійний | 26.03.2006   | 31.10.2010      |
| Левчук Леонід Володимирович | Сільський голова, 1966 року народження, освіта вища  | 31.10.2010   |                 |

Примітка: таблиця складена за даними сайту Верховної Ради України

### Депутати
За результатами місцевих виборів 2010 року депутатами ради стали:

#### За суб'єктами висування
| Суб'єкт висування                 | Кількість обраних депутатів | %    |
| --------------------------------- | --------------------------- | ---- |
| Партія регіонів                   | 7                           | 38,9 |
| Народна партія                    | 3                           | 16,7 |
| Політична партія «Сильна Україна» | 3                           | 16,7 |
| Самовисування                     | 3                           | 16,7 |
| Комуністична партія України       | 1                           | 5,6  |
| Соціалістична партія України      | 1                           | 5,6  |

#### За округами
| № округу                          | Прізвище, ім'я, по батькові    | Дата визнання обраним | Освіта  | Партійна приналежність             | Відомості про обраного депутата                            |
| --------------------------------- | ------------------------------ | --------------------- | ------- | ---------------------------------- | ---------------------------------------------------------- |
| Комуністична партія України       |                                |                       |         |                                    |                                                            |
| 16                                | Никитюк Олександр Іванович     | 02.11.2010            | середня | член Комуністичної партії України  | Будинок культури, директор                                 |
| Народна Партія                    |                                |                       |         |                                    |                                                            |
| 2                                 | Зубицький Микола Олександрович | 02.11.2010            | вища    | позапартійний                      | Комунальне підприємство «Борисів», майстер лісу            |
| 5                                 | Хеленюк Микола Володимирович   | 02.11.2010            | середня | позапартійний                      | ППСП «Агросвіт», пасічник                                  |
| 15                                | Мартинюк Петро Миколайович     | 02.11.2010            | вища    | член Народної партії               | Ізяславське лісове господарство, майстер лісу              |
| Партія регіонів                   |                                |                       |         |                                    |                                                            |
| 1                                 | Лисак Анатолій Васильович      | 02.11.2010            | середня | позапартійний                      | ППСП «Агросвіт», комірник                                  |
| 3                                 | Ковтун Ірина Володимирівна     | 02.11.2010            | вища    | позапартійна                       | Комунальне підприємство "Борисів, бухгалтер                |
| 7                                 | Лагоднюк Людмила Володимирівна | 02.11.2010            | вища    | позапартійна                       | Комунальне підприємство «Борисів», директор                |
| 8                                 | Гончарук Олена Йосипівна       | 02.11.2010            | вища    | позапартійна                       | Борисівська медична амбулаторія, медсестра                 |
| 9                                 | Шамралюк Галина Миколаївна     | 02.11.2010            | вища    | позапартійна                       | Борисівська сільська рада, секретар                        |
| 13                                | Косяк Микола Васильович        | 02.11.2010            | середня | позапартійний                      | Комунальне підприємство «Борисів», лісник                  |
| 18                                | Гончарук Микола Петрович       | 02.11.2010            | вища    | позапартійний                      | Шепетівське лісництво, майстер лісу                        |
| Політична партія «Сильна Україна» |                                |                       |         |                                    |                                                            |
| 10                                | Лисак Наталія Володимирівна    | 02.11.2010            | вища    | позапартійна                       | Борисівська загальноосвітня школа, вчитель                 |
| 11                                | Татаренко Зоя Сергіївна        | 02.11.2010            | вища    | позапартійна                       | Борисівська загальноосвітня школа, вчитель                 |
| 17                                | Кокорська Людмила Анатоліївна  | 02.11.2010            | середня | позапартійна                       | тимчасово не працює                                        |
| Соціалістична партія України      |                                |                       |         |                                    |                                                            |
| 14                                | Левчук Світлана Сергіївна      | 02.11.2010            | вища    | член Соціалістичної партії України | Борисівська медична амбулаторія, медсестра                 |
| Самовисування                     |                                |                       |         |                                    |                                                            |
| 4                                 | Шамралюк Галина Іванівна       | 02.11.2010            | середня | позапартійна                       | ТОВ «Ізяслав-Ріпак Полісся», збиральниця сільського молока |
| 6                                 | Шамралюк Леонід Васильович     | 02.11.2010            | вища    | позапартійний                      | Плужянький професійний агроліцей, викладач                 |
| 12                                | Косяк Наталія Кас'янівна       | 02.11.2010            | середня | позапартійна                       | Магазин «Вероніка», підприємець                            |

## Господарська діяльність
Основним видом господарської діяльності населених пунктів сільської ради є сільськогосподарське виробництво. Основним видом сільськогосподарської діяльності є вирощування зернових культур, допоміжним — виробництво м'ясо-молочної продукції і овочевих культур.
Землі сільради, на північному сході межують із Борисівським лісництвом, площа якого становить 59,4 км². До 2009 року, в селі Сторониче, працював лісопильний завод.